# European Voice Teachers Association

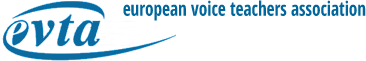
Logo der European Voice Teachers Association (EVTA)

Die European Voice Teachers Association (EVTA) e. V. ist der Dachverband der Gesangspädagogen in Europa.

## Organisation und Ziele
Eine Gruppe von 20 Lehrern gründete 1989 die EVTA, die 2004 in Deutschland als eingetragene gemeinnützige Organisation neu organisiert wurde. Derzeit gehören dem Verein Mitgliedsverbände in 21 Ländern mit etwa 4.300 einzelnen Mitgliedern an, die in den modernen und traditionellen Stilrichtungen auf allen Ebenen Gesangsunterricht für Kinder, Laien, Studenten und Profis erteilen. Die Mitgliedsorganisationen haben entsprechend der Vielfalt der europäischen Kultur individuelle Profile und unterscheiden sich erheblich in Größe, Umfang und Ressourcen. Einzelpersonen müssen Mitglied in einem nationalen Verband sein, um an den Aktivitäten der EVTA teilnehmen zu können.
Ziel ist die Förderung von kulturellen, pädagogischen und wissenschaftlichen Belangen
- der Gesangspädagogik in allen Musikstilen
- der fortgesetzten Bildung und Ausbildung der Sprachlehrer, Amateur- und Profisänger und allen Gesangsschülern
- des allgemeinen Interesses am Gesang
- der Betreuung und Förderung von talentierten jungen Sängern
- der Stimmforschung
- in Europa und besonders in den Ländern der Mitgliedsverbände[1]

Der aus fünf ordentlichen und zwei außerordentlichen Mitgliedern bestehende Vorstand ist für die Projektkonzeption und die Verwaltung des Vereins zuständig. Jährlich treffen einander Vertreter der einzelnen Mitgliedsverbände zu einer gemeinsamen Sitzung.
Der Verein ehrt verdienstvolle Persönlichkeiten durch die Verleihung der Ehrenmitgliedschaft. Dazu zählen unter anderen Horst Günter, Walter Berry, Angelika Kirchschlager, Christa Ludwig, Hilde Zadek oder Franz Lukasovsky.